# أندريه غونسالفيس
أندريه غونسالفيس (بالبرتغالية: André Gonçalves‏) هو رسام برتغالي، ولد في 1685 في لشبونة في البرتغال، وتوفي بنفس المكان في 1754.